# Basilique Saint-Jean-de-Latran
Pour les articles homonymes, voir Basilique Saint-Jean.
Ne doit pas être confondu avec la basilique Saint-Clément-du-Latran.
L’archibasilique Saint-Jean de Latran (basilica di San Giovanni in Laterano en italien) est l'église cathédrale de l'évêque de Rome, le pape.
Premier édifice monumental chrétien construit en Occident, à partir de 320, elle est l'une des quatre basiliques majeures de Rome, édifiée sur le mont Latran. Son titre exact est : archibasilique du Très-Saint-Sauveur-et-des-Saints-Jean-Baptiste-et-Jean-l’Évangéliste du Latran.
Tout comme le palais du Latran qui lui est contigu, elle est la propriété du Saint-Siège et bénéficie à ce titre du privilège d'extraterritorialité. Elle est considérée comme la « mère » en ancienneté et dignité de toutes les églises de Rome et du monde. Elle porte le titre, inscrit sur le fronton, de omnium urbis et orbis ecclesiarum mater et caput, qui signifie : « mère et tête de toutes les Églises de la Ville et du monde ».
Première église à être publiquement consacrée — le 9 novembre 324 par le pape Sylvestre Ier — elle prit progressivement (à partir du IXe siècle) le nom de basilique Saint-Jean par association à son important baptistère voisin, dédié à saint Jean Baptiste, le plus ancien de Rome. D'autre part, elle est aussi dédiée à saint Jean l'Évangéliste depuis le XIIe siècle.
Pendant plus de dix siècles, les papes (évêques de Rome) résidèrent dans le palais du Latran voisin. Dans les murs de la basilique se réunirent plus de 250 conciles, dont les cinq conciles œcuméniques du Latran.
Ses immenses portes d'entrée en bronze proviennent de la Curie Julia, réinstallées là au milieu du XVIIe siècle.

## Historique

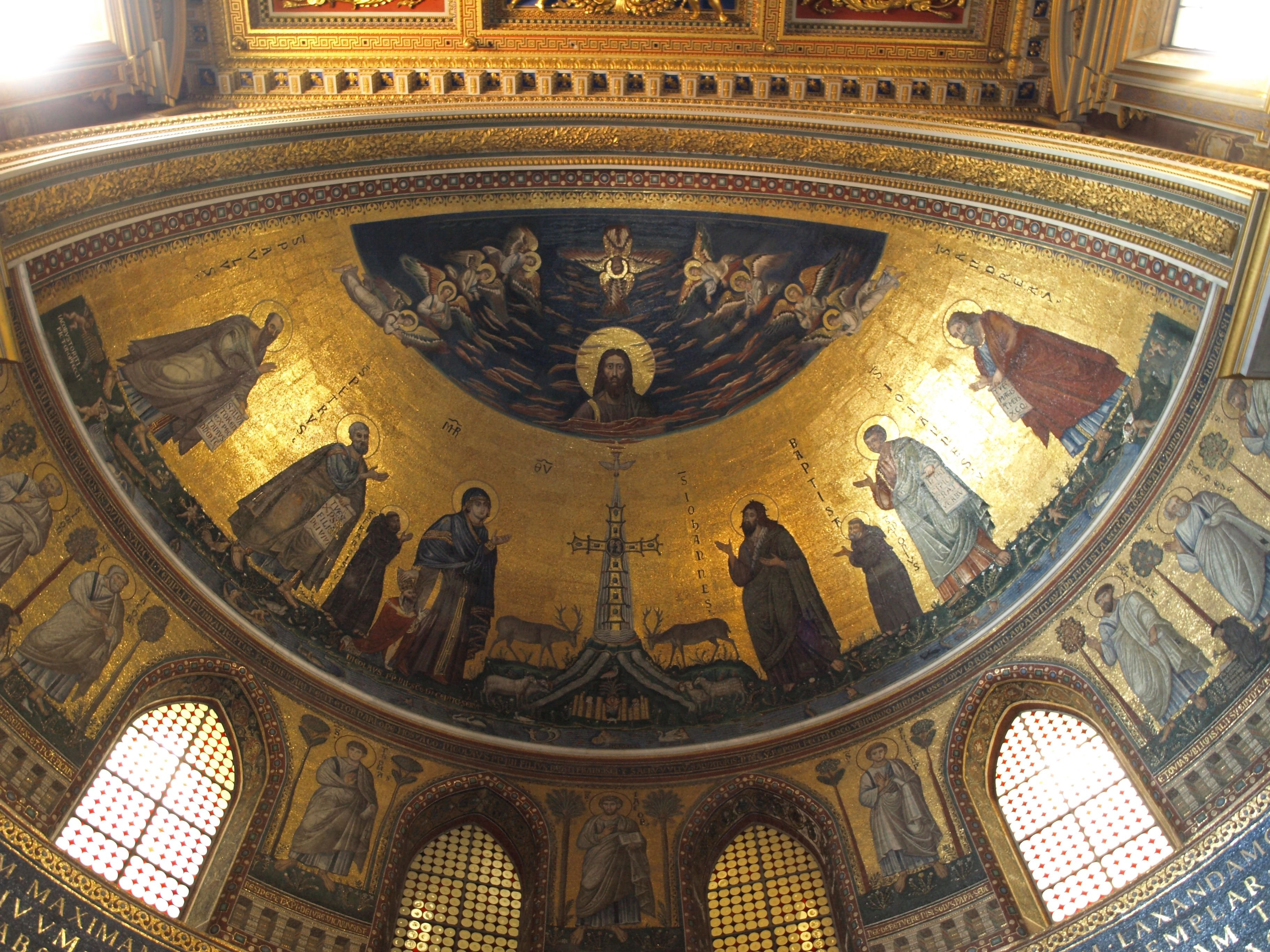
Mosaïques de l'abside. La mosaïque centrale avait été réalisée par Jacopo Torriti et Jacopo da Camerino, qui y avaient inclus une image plus ancienne du Sauveur. L'actuelle n'est qu'une refonte réalisée par les mosaïstes de Léon XIII, qui n'ont réutilisé que les carreaux de mosaïque dorés du fond.

### La basilique constantinienne
Le lieu doit son nom à la demeure d'une grande famille de patriciens, les Laterani. Sur la colline du Latran, au début du IVe siècle, se trouvent les écuries de Maxence, où la cavalerie de cet empereur tenait garnison. Après la victoire de Constantin Ier, celui-ci fait don du site à l'évêque de Rome, et les travaux sont lancés pour la construction d'un lieu de culte chrétien. Ce n'est pas un temple qui est alors construit, mais une basilique.
La basilique est consacrée sous le vocable de Basilique du Très-Saint-Sauveur en 324 (ou 319 selon d'autres sources) par le pape Sylvestre Ier. Le bâtiment, long de 110 mètres, est alors la plus grande église chrétienne (Saint-Pierre, consacrée en 328, est beaucoup plus petite). Dès l'origine, est construit à proximité le palais épiscopal, où réside le pape. Au nord-ouest, derrière l'abside, a également été érigé un baptistère, dédié à saint Jean Baptiste, où une fois l'an, à Pâques, les néophytes reçoivent le baptême.
La basilique se caractérise par un plan rectangulaire simple divisé par des files de colonnes qui définissent quatre bas-côtés et une nef centrale plus large venant buter sur le transept, ce qui lui donne une forme de croix. Le tout (le vaisseau central et les bas-côtés) porte le nom de nef. Ce type de plan basilical, caractéristique de l'architecture paléochrétienne, s'inspire du modèle romain de la basilique civile. Les dix-neuf colonnes séparant la nef centrale étaient en marbre rouge, tandis que les vingt-et-une colonnes séparant les bas-côtés étaient en marbre vert. À l'entrée de la basilique, un vaste hall a pour avantage principal d'accueillir des foules nombreuses. La nef centrale, plus haute que les bas-côtés et couverte par un toit à double pente, se terminait par une abside semi-circulaire, décorée de mosaïques. Les bas-côtés étaient couverts d'un toit plat percé de baies en demi-lune. Le décor était constitué de peintures murales et de placages de marbre précieux et coloré. À Rome, cette physionomie de grande basilique antique s'observe à la basilique Sainte-Marie-Majeure, construite au Ve siècle et très bien conservée, à l'église Sainte-Sabine, elle aussi construite au Ve siècle et qu'une heureuse restauration moderne a débarrassé de la plupart de ses ajouts baroques, ainsi qu'à la basilique Saint-Paul-hors-les-murs, reconstruite en respectant fidèlement la conception architecturale d'origine.

### Difficile Moyen Âge

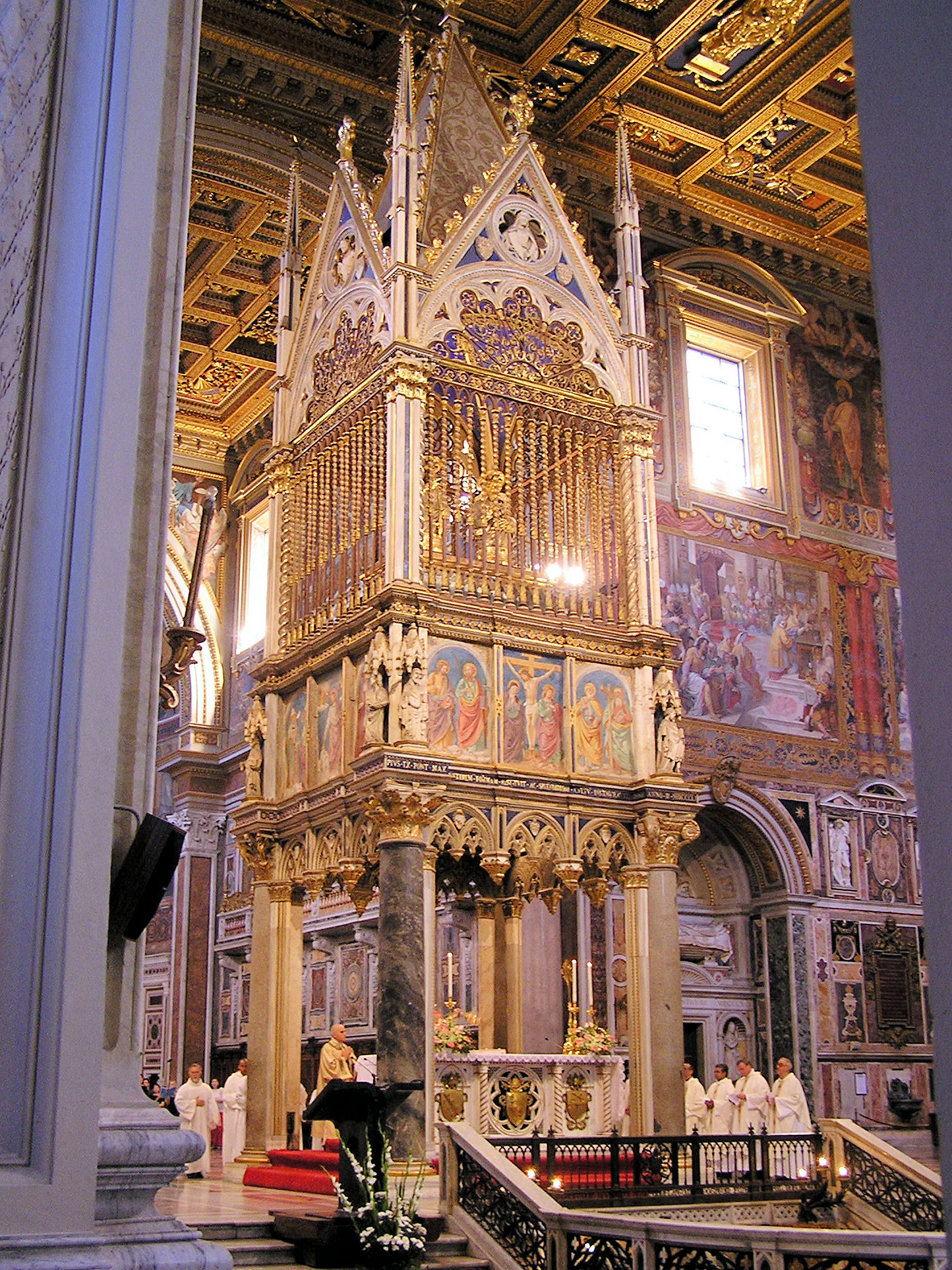
Baldaquin.

Ce monument a subi de nombreux outrages au cours des siècles. La basilique subit des dégâts lors des sacs de Rome, par Alaric Ier en 410, puis Genséric en 455. À partir du VIe siècle, on commence à la désigner sous le nom de Saint-Jean, nom du baptistère voisin.
Un tremblement de terre la détruisit en l'an 896. Elle est alors entièrement restaurée par le pape Serge III au Xe siècle. Lorsqu'au début du XIIIe siècle débute l'aventure franciscaine, le pape voit en songe un petit homme en brun s'affairer à soutenir la basilique bien fragilisée : le lendemain, il reconnaît le petit homme de son songe dans François d'Assise venu lui présenter son projet de fondation d'un ordre mendiant.
Le magnifique cloître roman, avec des colonnes aux multiples formes, typique de l'art roman italien, et avec des décors d'opus sectile de pierres polychromes de style cosmatesque, est construit aux XIIe et XIIIe siècles. L'abside du cœur de la basilique conserve également une superbe mosaïque et des marqueteries de marbre cosmatesques de cette période.

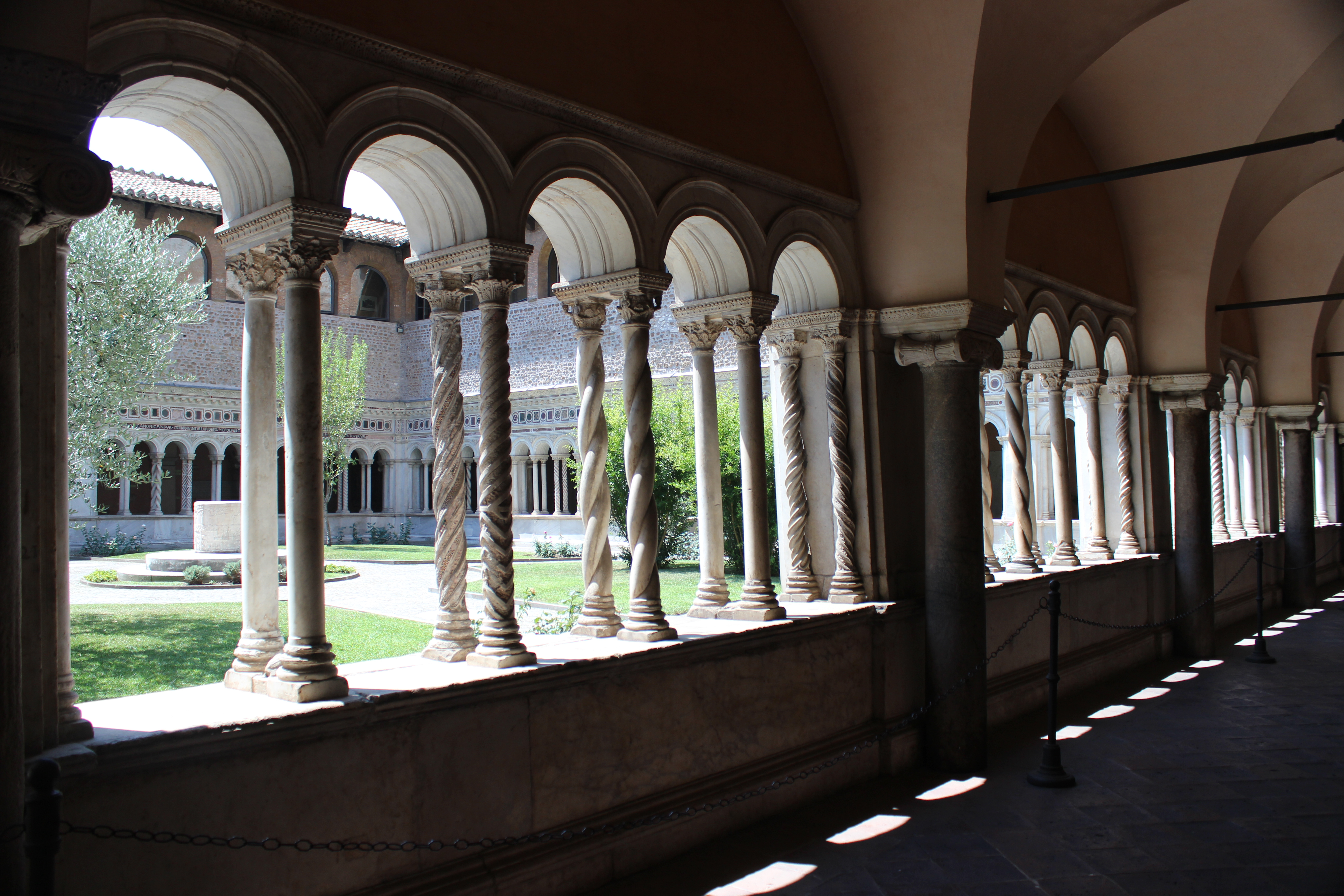
Vue du cloître du Latran.
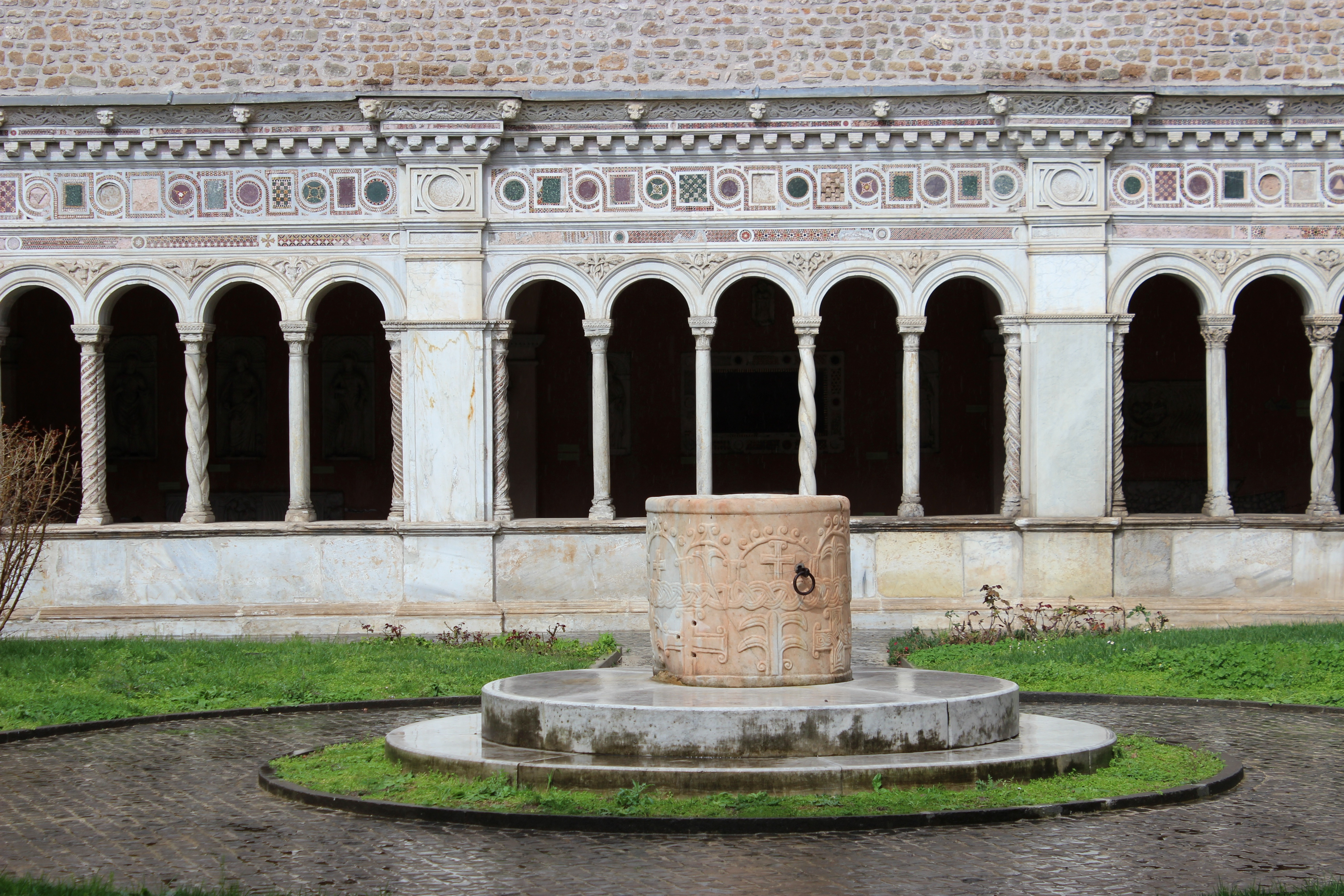
La cuve centrale du cloître.
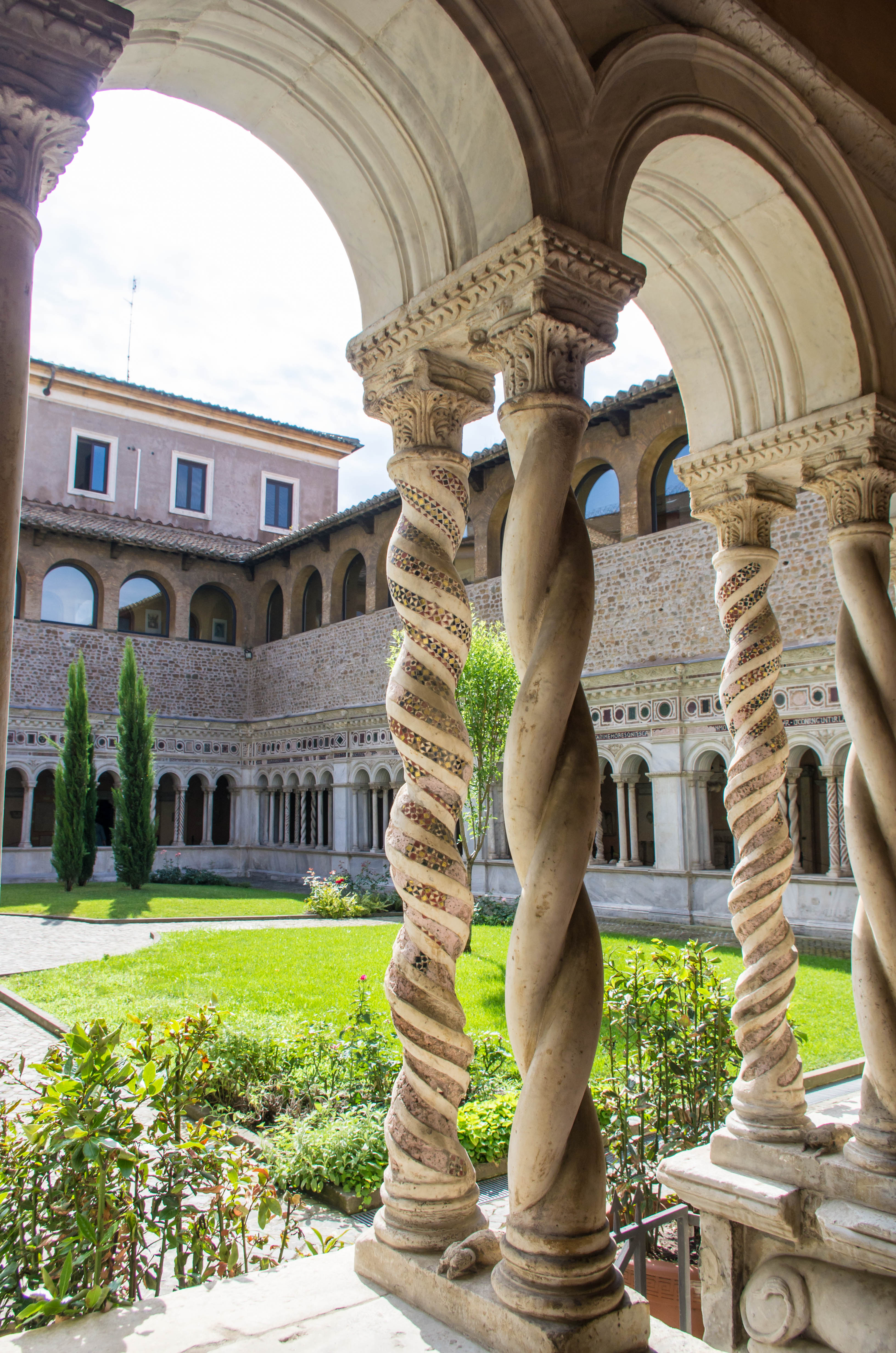
Colonnes torsadées incrustées de décors cosmatesques.
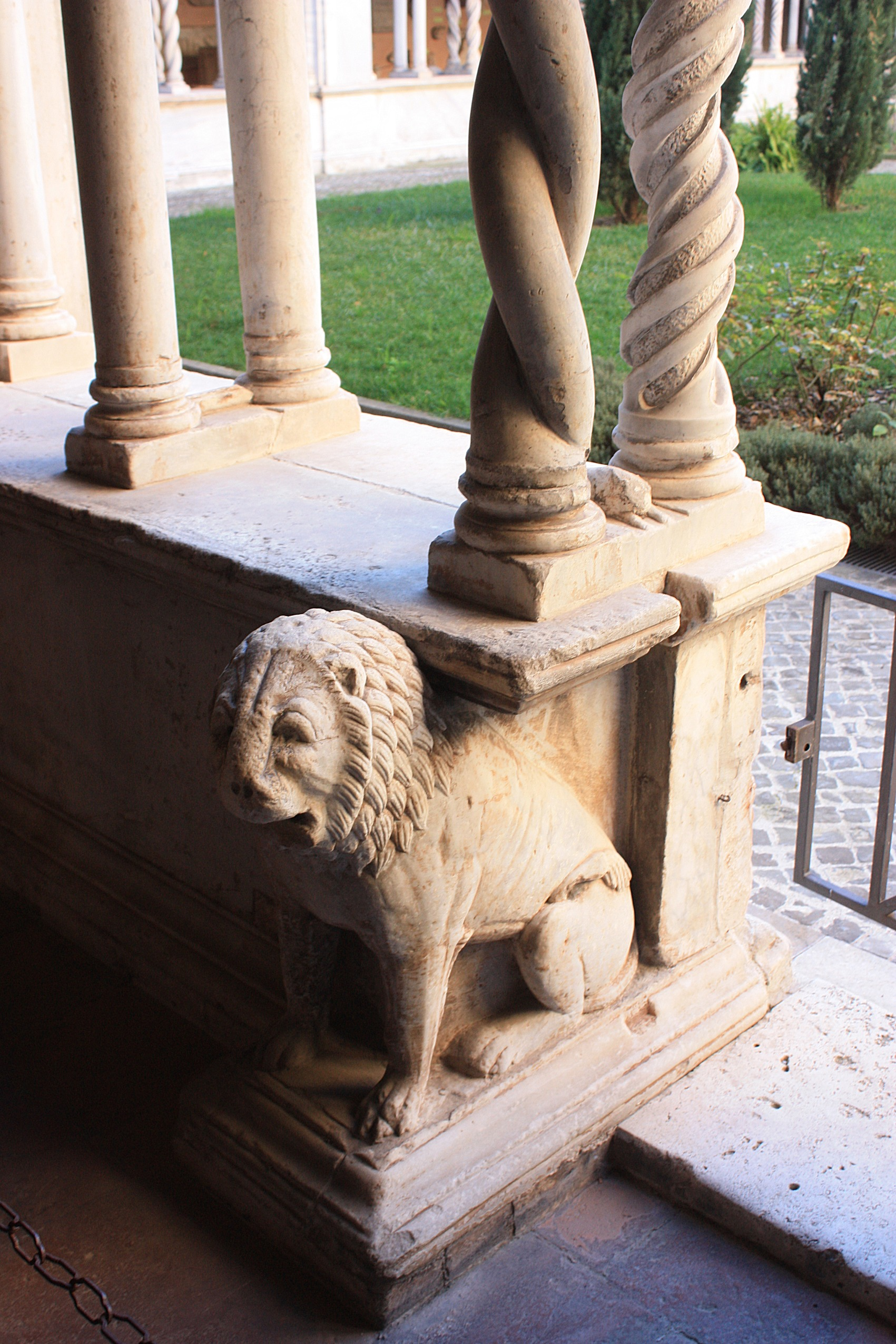
Un lion en ronde-bosse à la base du cloître.
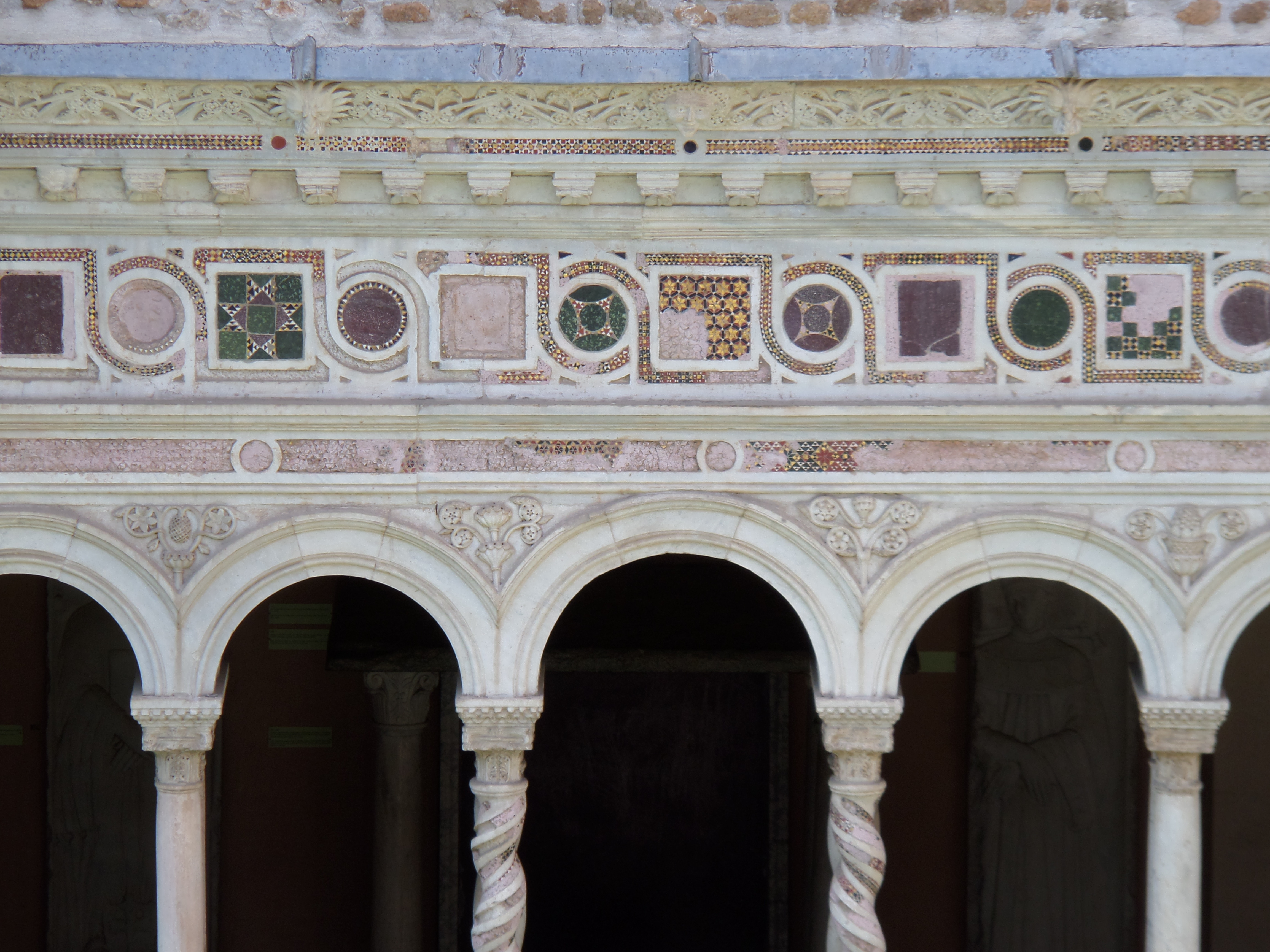
Frise d'opus sectile cosmatesque du cloître.

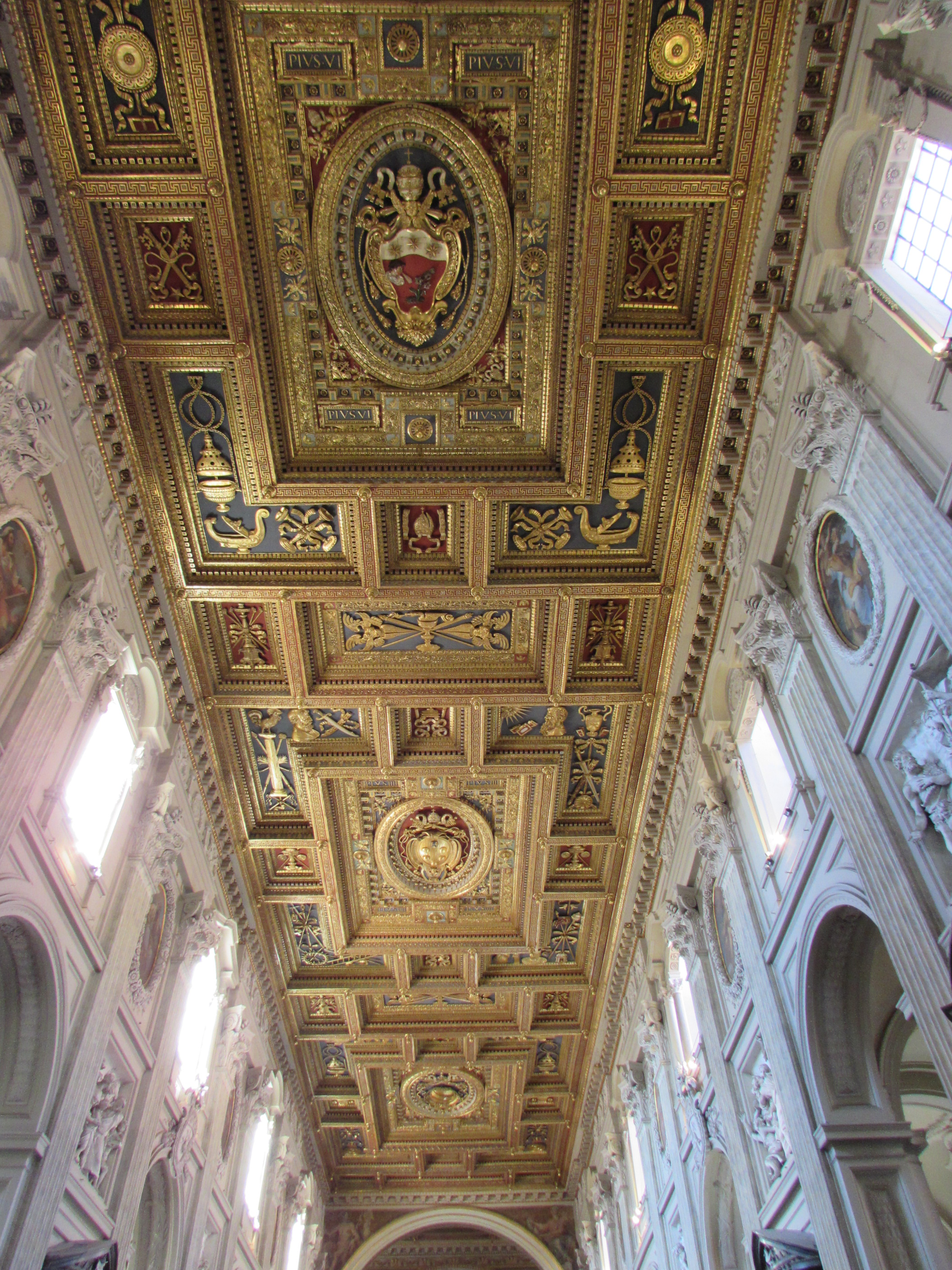
Le plafond de la basilique.

La basilique fut à nouveau très endommagée par un terrible incendie dans la nuit du 6 mai 1308 sous le pape Clément V. Celui-ci lance les travaux de restauration terminés sous le règne de son successeur Jean XXII.
Elle fut encore endommagée par un séisme en 1349, puis par un autre incendie en 1361, et à nouveau restaurée par Urbain V qui confia les travaux à l'architecte Giovanni Stefani. C'est à cette époque que le plafond à caisson recouvre la charpente en bois.
Lors du retour des papes à Rome, avec Martin V en 1417, ceux-ci ne peuvent pas s’installer au Latran en trop piètre état. Le pape lance immédiatement une campagne de restauration. Il est enterré dans la basilique.

### La renaissance: le grand remaniement
L'édifice actuel est un grand remaniement du XVIIe siècle. En effet, à la suite de la construction de la Basilique Saint-Pierre, la cathédrale du pape avait grand besoin de retrouver son lustre. La nef et l'aménagement intérieur sont dus à l'architecte Francesco Borromini, réalisation à la demande du pape Innocent X à l'occasion du Jubilé de 1650. L'architecte désirait reconstruire totalement : il lui fut imposé de préserver le plafond du XIVe siècle. Son poids étant trop important pour les fines colonnes antiques, Borromini les réunit deux à deux et fit 10 piliers monumentaux.
La façade extérieure, monumentale, est construite en travertin en 1734, par l'architecte Alessandro Galilei. Celui-ci s'est très nettement inspiré de la façade de Saint-Pierre de Rome. Les portes centrales en bronze sont initialement les portes de la Curie romaine du IVe siècle. Elles sont déplacées du Forum au Latran, lors de cette restauration.

### La période contemporaine
La dernière restauration majeure date du pontificat de Léon XIII : le presbytérium étant trop petit, il fit déplacer l'abside d'une vingtaine de mètres vers l'ouest, ce qui impliquait de déposer et remonter la mosaïque monumentale du XIIIe siècle.

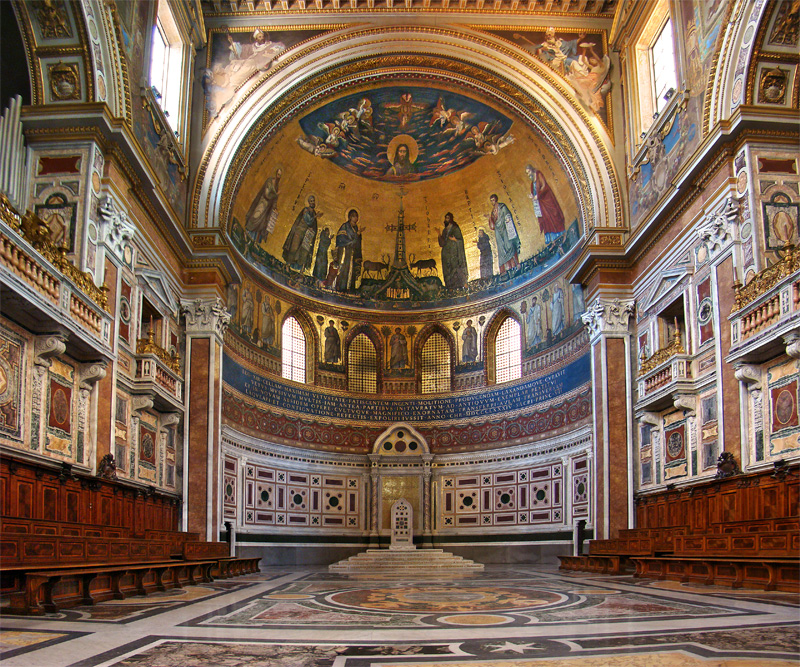
Vue de l'abside.

Malgré toutes ces vicissitudes, les restaurations successives ont gardé à la basilique sa structure initiale. Sa taille actuelle correspond à peu de chose près à l'édifice de l'année 324 : les ajouts se limitent à la façade (et son atrium), aux chapelles latérales et à l'allongement du chœur. Son apparence n'est plus du tout constantinienne : seule la peinture de Dughet représentant l'intérieur de l'église, peut donner une idée de l'intérieur avant 1650.
Elle fut, ainsi que le palais du Latran attenant, le siège de cinq conciles :
- Latran I (1123) ;
- Latran II (1139) ;
- Latran III (1179) ;
- Latran IV (1215) ;
- Latran V (1512).

Elle accueille les sépultures de trois papes : Martin V (+ 1431), Clément XII (+ 1740, inhumé à Saint-Jean-de-Latran en 1742)) et Léon XIII (+ 1903, inhumé à Saint-Pierre de Rome puis à Saint-Jean-de-Latran en 1924).

## Liens avec la France

### «Premiers et uniques chanoines honoraires»

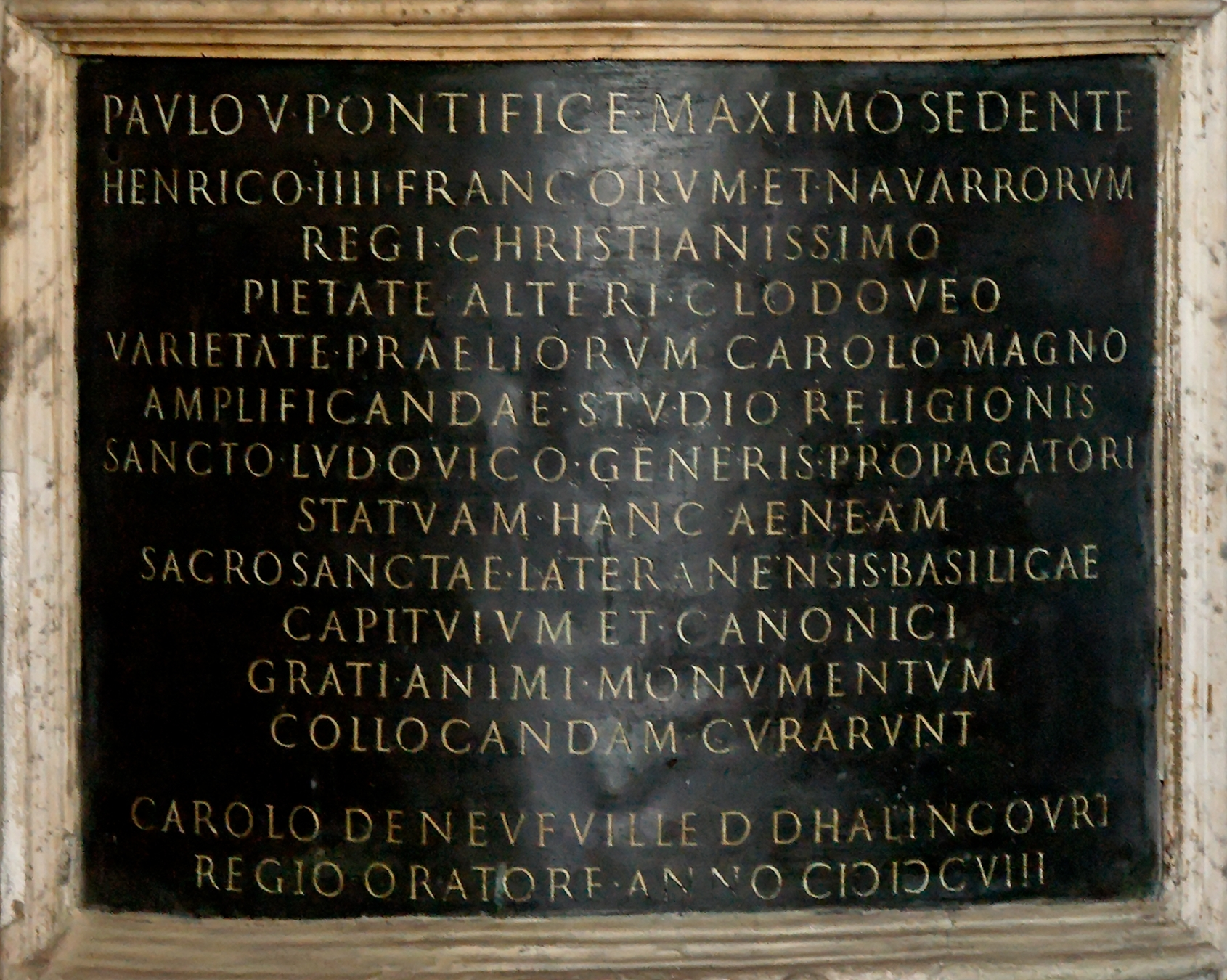
Inscription sur la base de la statue d'Henri IV sous le portique du transept droit, mentionnant l'attribution du titre de chanoine d'honneur aux rois de France.

#### Les rois de France (1483-1830)
En 1483, Louis XI fait donation de revenus en Languedoc et en Guyenne, dont ceux de l'abbaye de Clairac, à la basilique Saint-Jean-de-Latran pour permettre sa restauration. Les conflits de la papauté avec Charles VIII et avec Louis XII, puis l'essor du protestantisme dans la région, empêchaient de percevoir ces revenus.
Le 22 septembre 1604, Henri IV confirme le chapitre dans ses droits et fait en sorte qu'il soit en mesure de percevoir les revenus de l'abbaye qui lui sont dus.
En contrepartie, le chapitre fait ériger une statue à l'effigie du roi dans la basilique Saint-Jean-de-Latran, réalisée par Nicolas Cordier. Il attribue au roi de France le titre de « premier et unique chanoine honoraire » du chapitre de la basilique. Il fait célébrer annuellement une messe pour la prospérité de la France le 13 décembre, jour anniversaire de la naissance d'Henri.
En 1729, Louis XV augmente les revenus du chapitre de deux prieurés dépendant de l'abbaye de Clairac. La Révolution française supprime ces droits en 1791. Louis XVIII manifeste sa bienveillance envers le chapitre et son successeur Charles X lui accorde en 1825 une indemnité annuelle de 24 000 francs, que Louis-Philippe abolit.

#### Les présidents de la République française (de 1849 à nos jours)
Les traditions de la messe du 13 décembre et du titre de chanoine honoraire décerné au chef d'État français perdurent. Les présidents de la République française relèvent officieusement ce dernier privilège, à l'invitation du chapitre après leur élection, et entretiennent des rapports cordiaux voire protecteurs avec lui.
- IIe République et IId Empire

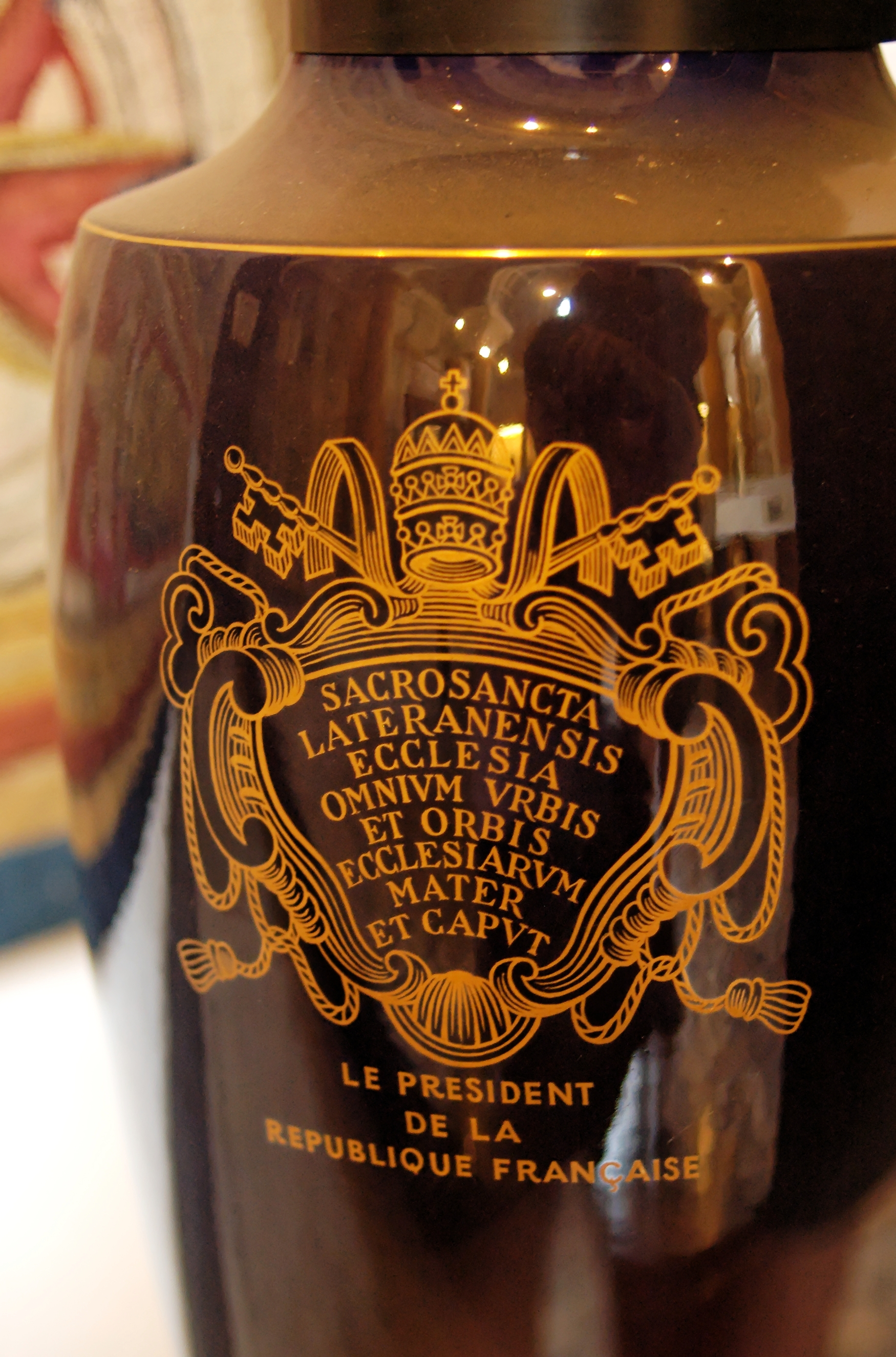
Vase offert au chapitre du Latran par le général de Gaulle.

En 1849, sous Louis-Napoléon Bonaparte, la basilique est protégée des révolutionnaires par l'armée française, et les clefs sont confiées à l'ambassade de France à Rome. Devenu Napoléon III, et « entendant jouir des droits, privilèges, prérogatives et honneurs dont ont joui tous les souverains de la France », il restaure en 1863 l'indemnité au chapitre sous forme d'une rente et s'y fait représenter par un clerc.
- IIIe République

L'indemnité est définitivement abolie en 1871 par la IIIe République, ainsi que le titre et la stalle.
Après la reprise des relations diplomatiques entre la France et le Saint-Siège, Aristide Briand fait verser au chapitre « un petit capital » en 1927, et un service funèbre solennel est encore célébré dans la basilique en 1932, après l'assassinat de Paul Doumer.
- IVe et Ve République
  - René Coty (1954-1959), dernier président de la IVe République[6], visite officiellement le chapitre le 14 mai 1957 et prononce un discours[7].
  - Charles de Gaulle (1959-1969), premier président de la Ve République, rencontre Pie XII à Rome en 1959, puis est « installé » au Latran en 1967.
  - Georges Pompidou (1969-1974) accepte le titre sans venir à Rome.
  - Valéry Giscard d'Estaing (1974-1981) rend visite à Paul VI le 1er décembre 1975 et reçoit son canonicat d'honneur en 1978 sous Jean-Paul II.
  - François Mitterrand (1981-1995) ne reçoit pas formellement son canonicat, tout en acceptant le titre de chanoine[8].
  - Jacques Chirac (1995-2007) vient prendre discrètement possession de sa stalle, à l'occasion de sa visite d'État à Jean-Paul II le 19 janvier 1996.
  - Nicolas Sarkozy (2007-2012) rencontre Benoît XVI le 8 janvier 2010. Son intronisation comme chanoine au Latran est à l'origine d'une polémique sur la laïcité à la suite d'un discours où il confirme les racines chrétiennes de la France et fait l'éloge de la foi. Il prononce entre autres les phrases suivantes :
    - « Un homme qui croit, c'est un homme qui espère. Et l'intérêt de la République, c’est qu'il y ait beaucoup d'hommes et de femmes qui espèrent[9]. »
    - Ainsi que : « Dans la transmission des valeurs et dans l'apprentissage de la différence entre le bien et le mal, l'instituteur ne pourra jamais remplacer le curé ou le pasteur, même s'il est important qu'il s'en approche, parce qu'il lui manquera toujours la radicalité du sacrifice de sa vie et le charisme d'un engagement porté par l'espérance. »

  - François Hollande (2012-2017) a suivi la démarche de son prédécesseur socialiste, François Mitterrand, en acceptant le titre du Saint-Siège « par tradition », selon ses termes, sans se rendre au Vatican pour une quelconque cérémonie d'intronisation.
  - Emmanuel Macron (depuis 2017) reçoit son titre de chanoine dans la basilique du Latran le 26 juin 2018[10].

Contrairement à la rumeur, ce titre ne confère pas au président le droit d'entrer à cheval dans l'enceinte de la basilique,.
Le chapitre continue de nommer l'un de ses membres français, représentant du chanoine d'honneur : « abbé de Clairac » ; depuis 2018, il s’agit de Louis Duval-Arnould, ancien responsable des archives du Latran. En mai 2016 s’est tenu à Clairac un colloque universitaire, co-organisé par la Société académique d’Agen, par les Archives départementales de Lot-et-Garonne et par la mairie du village, « Clairac et son abbaye », suivi par plus de deux cents personnes, dont les actes ont été publiés par la Société académique.

### Hommage aux victimes de la misère

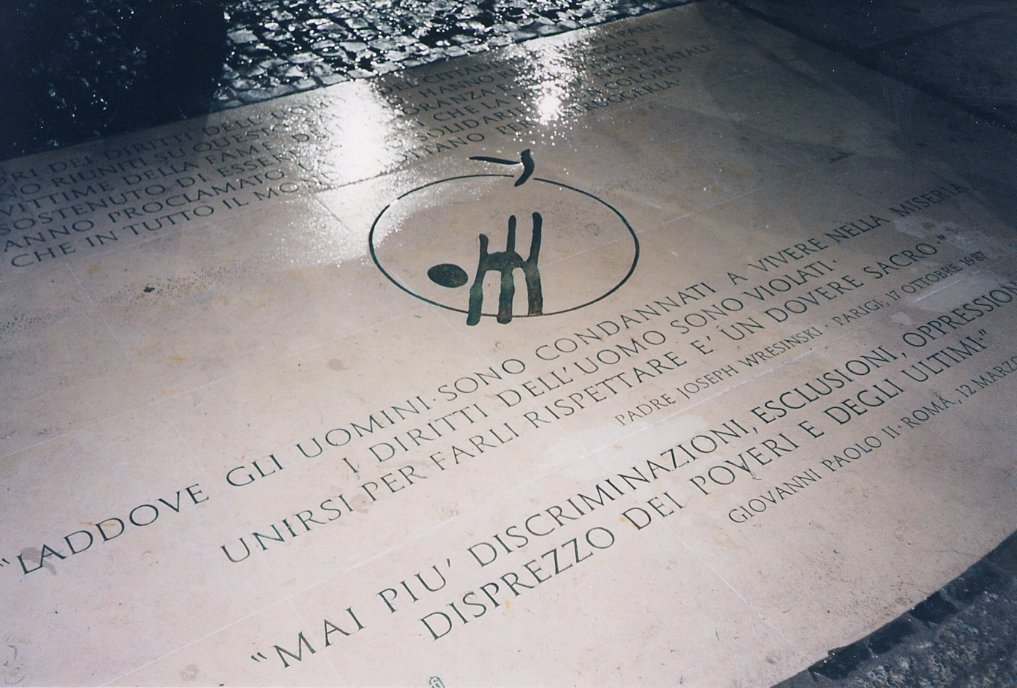
Dalle en l'honneur des victimes de la misère inaugurée le 15 octobre 2000 par le cardinal Roger Etchegaray, sur le parvis de la basilique.

Un autre lien avec la France est à souligner : la présence, sur le parvis de la basilique, d'une réplique de la dalle en l'honneur des victimes de la misère, inaugurée à Paris, sur le parvis des droits de l'homme, place du Trocadéro, le 17 octobre 1987, par le père Joseph Wresinski. La réplique romaine a été inaugurée le 15 octobre 2000, dans le cadre de l'année du Grand Jubilé. Elle reprend, en italien, le texte de la dalle originale, auquel a été ajoutée une citation du pape Jean-Paul II : 

« Jamais plus l'exclusion, la discrimination, l'oppression, le mépris des pauvres et des petits. »

La Journée mondiale du refus de la misère y est célébrée chaque année, le 17 octobre.

## Architecture

### Le transept
Commencé vers 1594, le transept est dû à Giacomo della Porta et à Giuseppe Cesari. Un orgue est placé sur les deux côtés, à gauche l'orgue du Saint Sacrement et à droite l'orgue de Luca Blasi, le plus ancien de Rome. On y retrouve des épisodes de la vie de Constantin peints par Orazio Gentileschi, Cesare Nebbia, Giuseppe Cesari et Paris Nogari.

### Les chapelles
- La chapelle Corsini : située à gauche de la nef, la chapelle est commandée par la famille Corsini à Alessandro Galilei, consacrée en 1735 et dédiée à saint André Corsini.
- La chapelle Torlonia : surmontée par une voûte à caisson de Quintiliano Raimondi.
- La chapelle Massimo : Faustina Massimo obtient en 1564 le droit de Pie IV de construire une chapelle pour sa famille. C'est Giacomo della Porta qui la réalisa entre 1564 et 1570.

### Le cloître
Le cloître fut restructuré au XIIIe siècle sous le pontificat de Grégoire IX et confié à la famille de marbriers Vassaletto. La margelle du puits au centre date de l'époque carolingienne.

### Le baptistère
Séparé de la basilique et commencé au début du IIIe siècle, le baptistère a été remanié sous Sixte III dans sa forme actuelle octogonale soutenue par huit colonnes en porphyre.

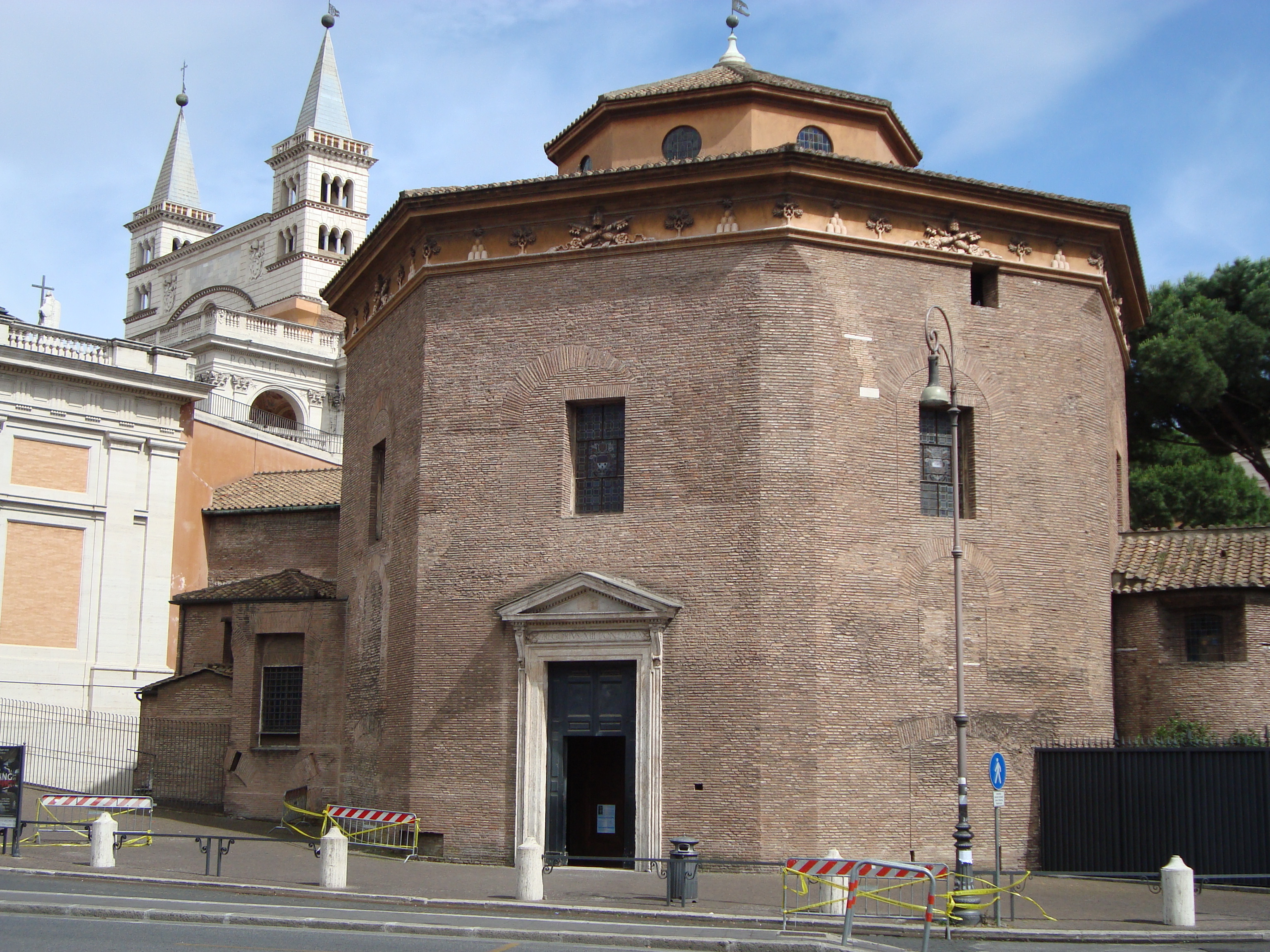
Le baptistère.
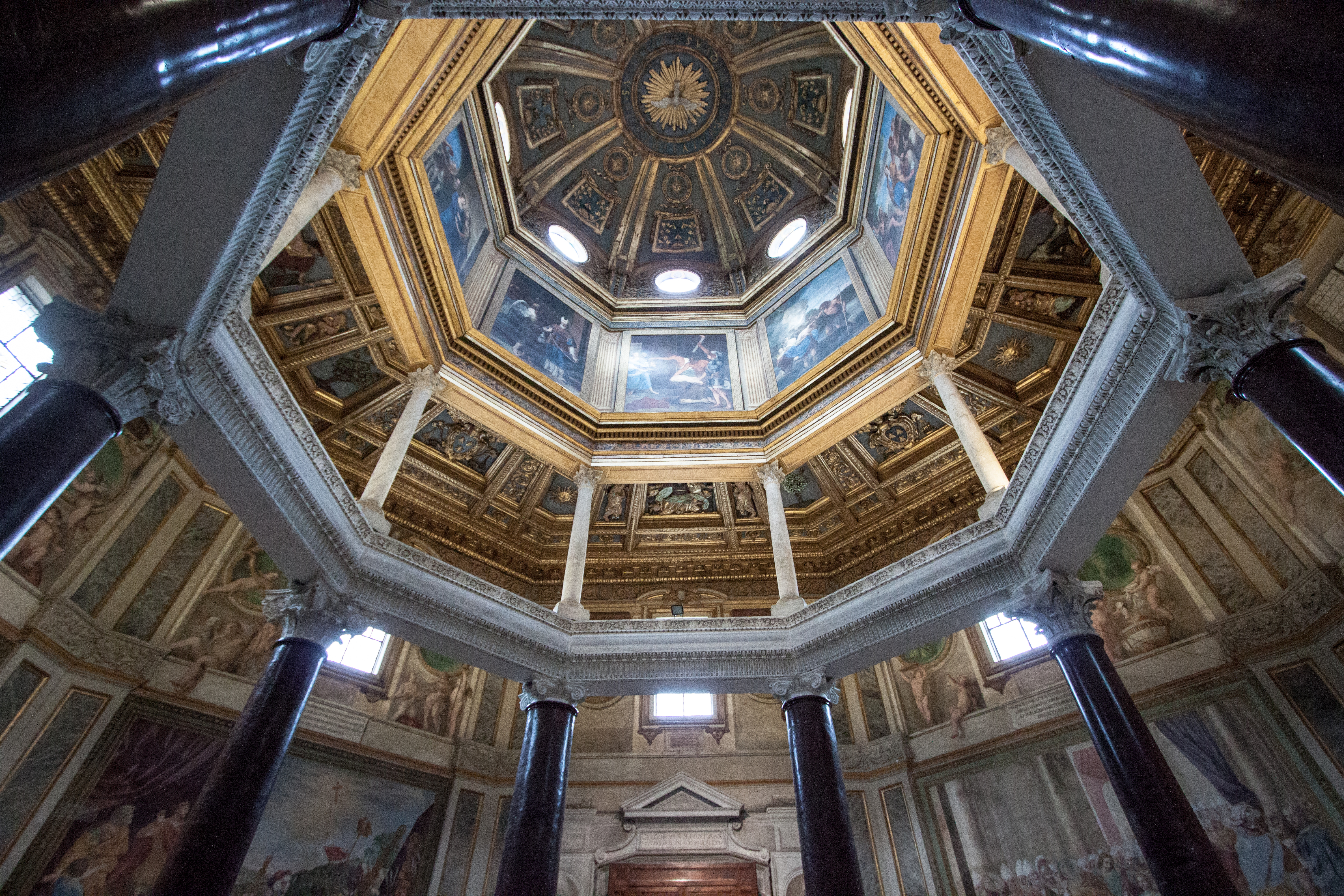
Plafond du baptistère.
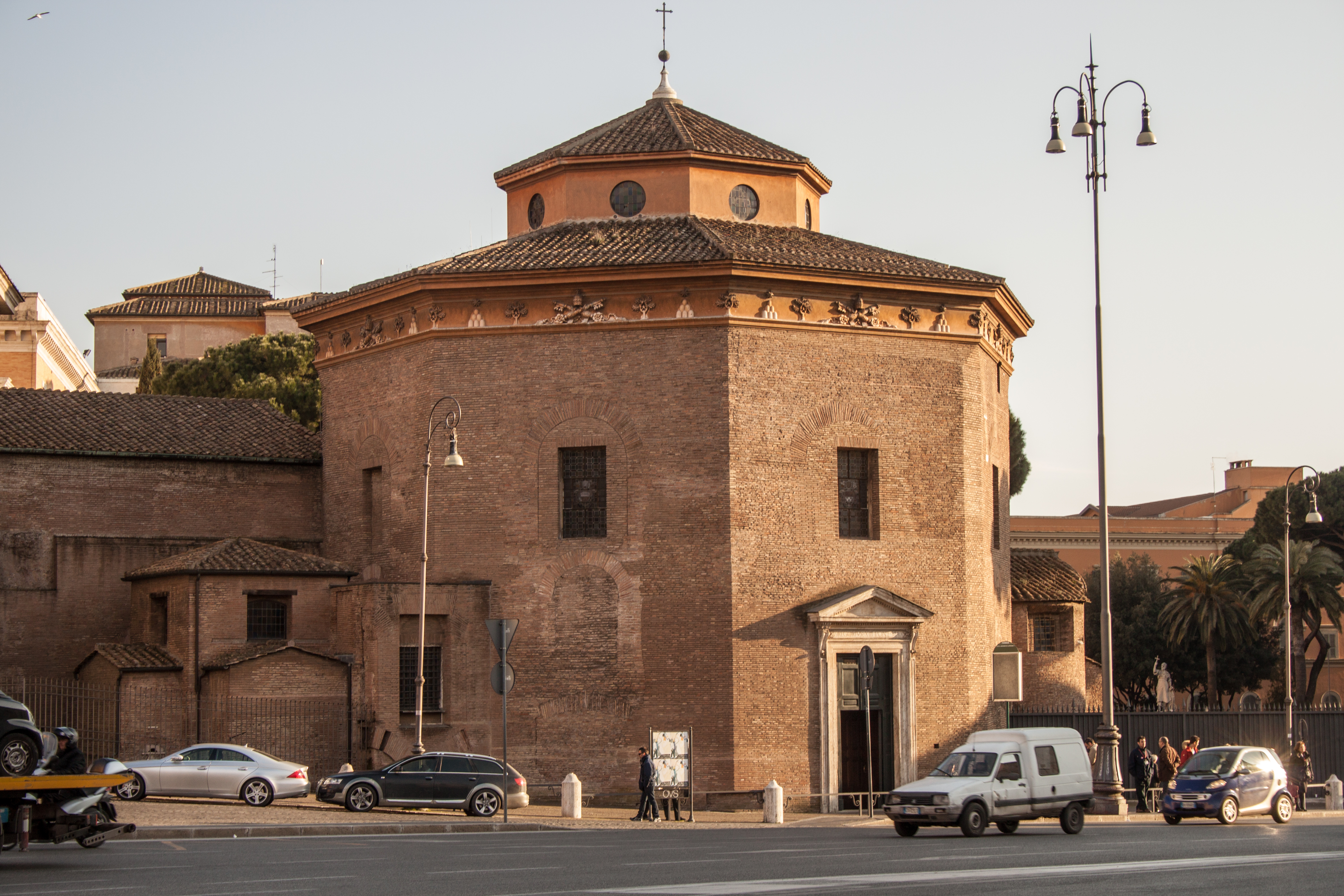
Vue d'ensemble.

### Tombeaux et reliques
- Plateau d'une table qui serait celle de la Cène, dans le transept Nord, au-dessus des colonnes du temple de Jupiter Capitolin.
- Chefs (reliques de tête) de saint Pierre et saint Paul de Tarse transférés le 2 mars 1370 par le pape Urbain V dans le ciborium de la basilique[13].
- Reliques du bienheureux Innocent V.
- Table en bois sur laquelle Saint Pierre aurait célébré la messe[14].
- Morceau de tunique de Saint Jean-Baptiste.
- Morceau de tunique (dalmatique) de Saint Jean l'évangéliste.
- Morceau de tunique de Saint Pierre[15].
- Tombeau du pape Léon XIII.
- Tombeau du pape Sylvestre II.
- Tombeau de Martin V.

L'escalier saint de Pilate gravi par Jésus lors de son jugement, se trouve tout proche de la basilique. Il mène au Saint des Saints, dont les reliques ont été inventoriées en 1903.

### Peintures
Francesco Trevisani réalisa pour la basilique Le Prophète Baruch vers 1718.

## Archiprêtres

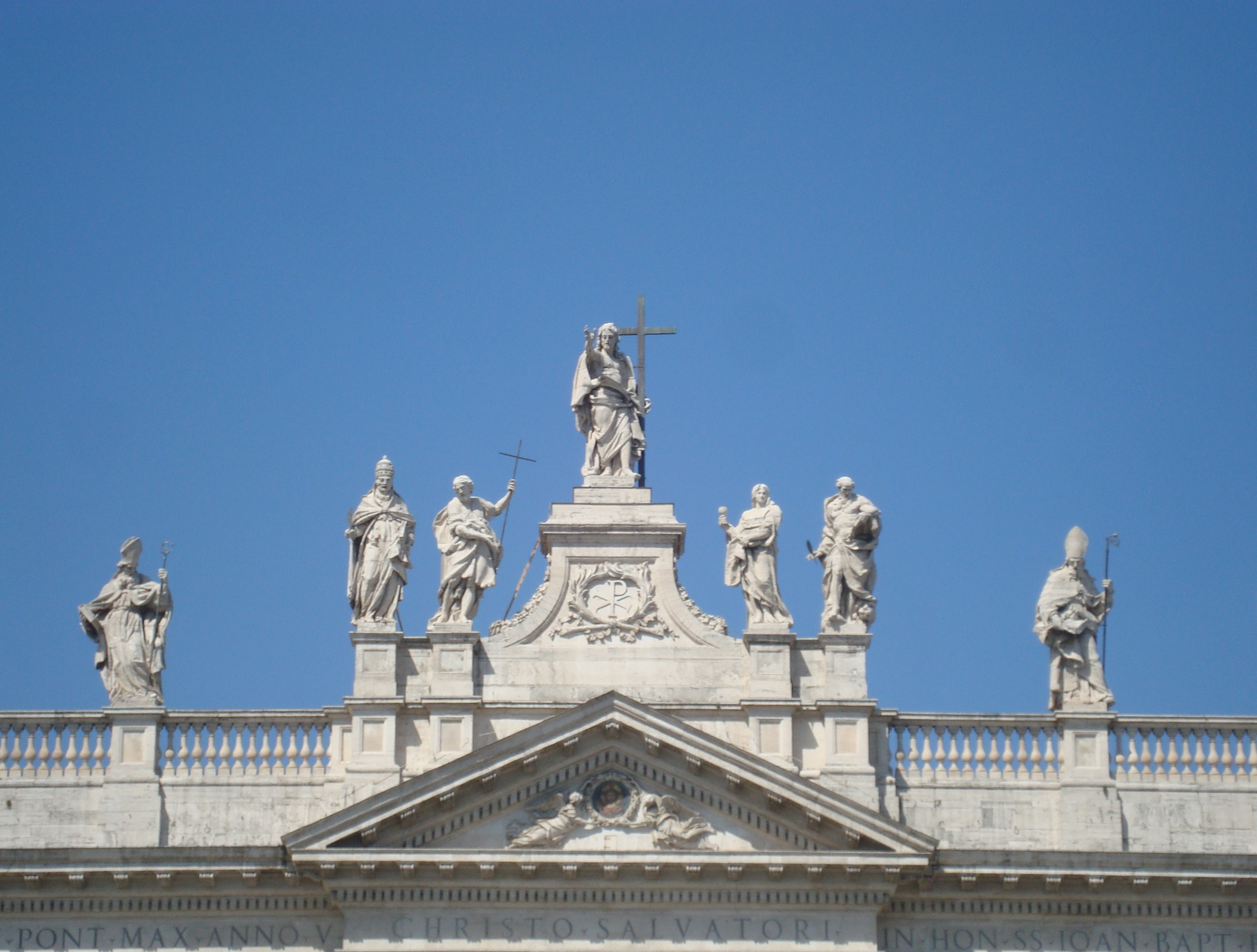
Les statues du Christ, de saint Jean Baptiste, de saint Jean l'Évangéliste et de Docteurs de l'Église.

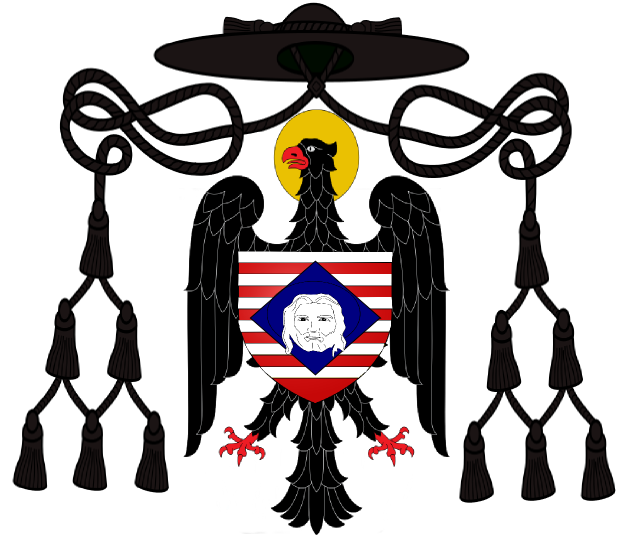
Armes de la Congrégation du Très Saint Sauveur du Latran.

Comme pour les trois autres basiliques majeures, la fonction d'archiprêtre de Saint-Jean-de-Latran est assurée par un cardinal.
Depuis 1970, ce titre, attaché à la cathédrale de Rome, est traditionnellement donné au cardinal-vicaire de Rome.
Liste depuis 1896 :
- Francesco Satolli (1896-1910)
- Pietro Respighi (1910-1913)
- Domenico Ferrata (1913-1914)
- Basilio Pompilj (1914-1931)
- Francesco Marchetti Selvaggiani (1931-1951)
- Benedetto Aloisi Masella (1954-1970)
- Angelo Dell'Acqua (1970-1972)
- Ugo Poletti (1973-1991)
- Camillo Ruini (1991-2008), précédemment évêque titulaire de Nepte (de)
- Agostino Vallini (2008-2017)
- Angelo De Donatis (2017-2024)
- Baldassare Reina (depuis 2024)

## Chapitres de la basilique
L'archibasilique a connu deux sortes de chapitres :
- un chapitre régulier : les Chanoines réguliers du Latran, dont le siège se trouve désormais près de la basilique Saint-Pierre-aux-Liens, et qui sont à l'origine du costume blanc du pape ;
- un collège séculier : le chapitre basilical de l'archibasilique du Très Saint Sauveur, avec à sa tête un primicier, et comme « premier et unique chanoine honoraire » le roi de France (1604-1830), puis Napoléon III (1863-1870) et les présidents de la République française.

Primiciers célèbres :
- Xavier Barbier de Montault (mort en 1901).

## Fête de la dédicace
La « cathédrale de l'évêque de Rome » est considérée dans l'Église catholique comme la « mère et tête de toutes les églises » du monde chrétien.
La fête de la dédicace de la basilique du Latran, célébrée tous les 9 novembre, est pour les catholiques un signe d’unité avec l'église de Rome,.

## Galerie

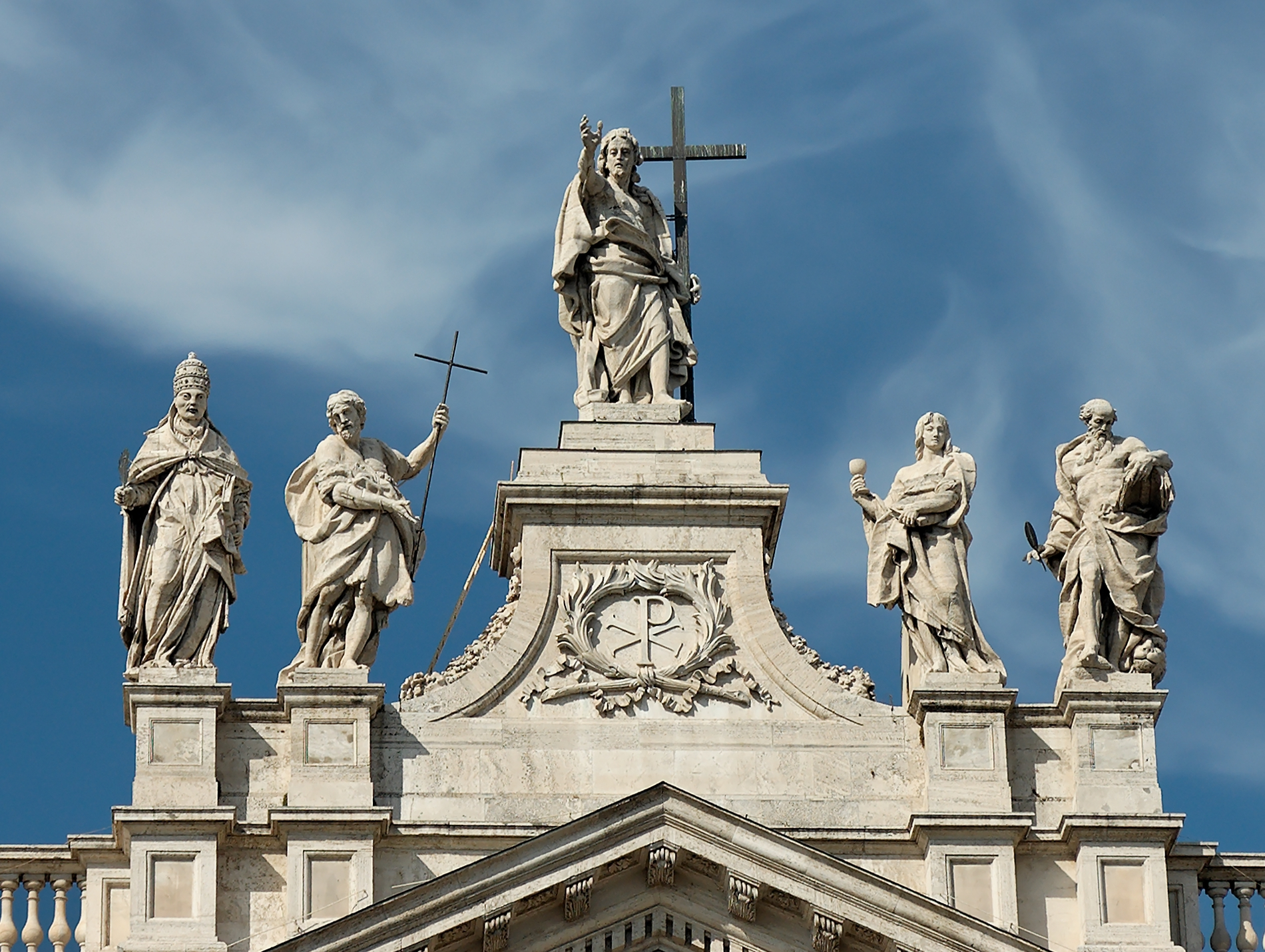
Statues au sommet de la façade.
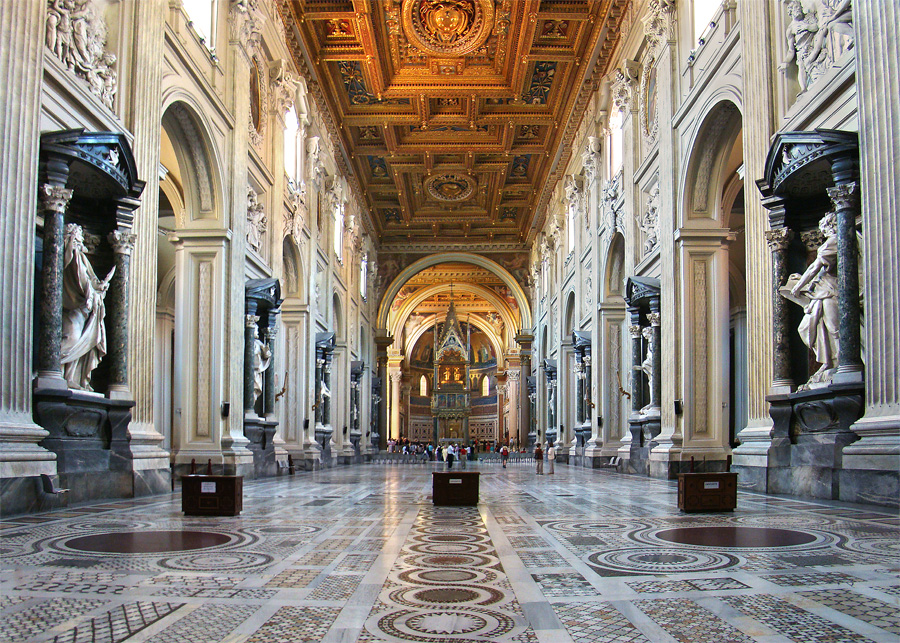
La nef centrale de Francesco Borromini.
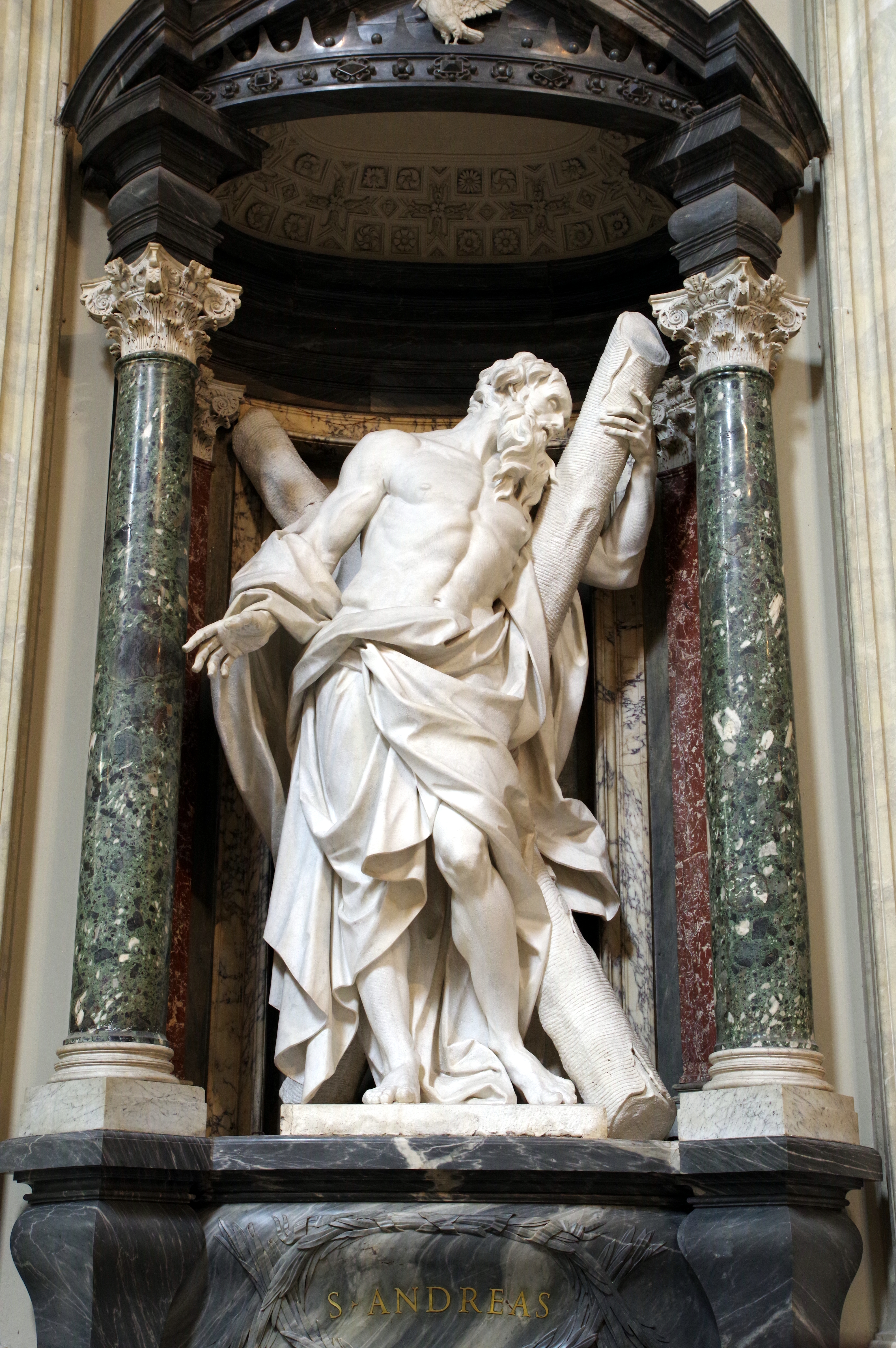
Saint André (Camillo Rusconi).
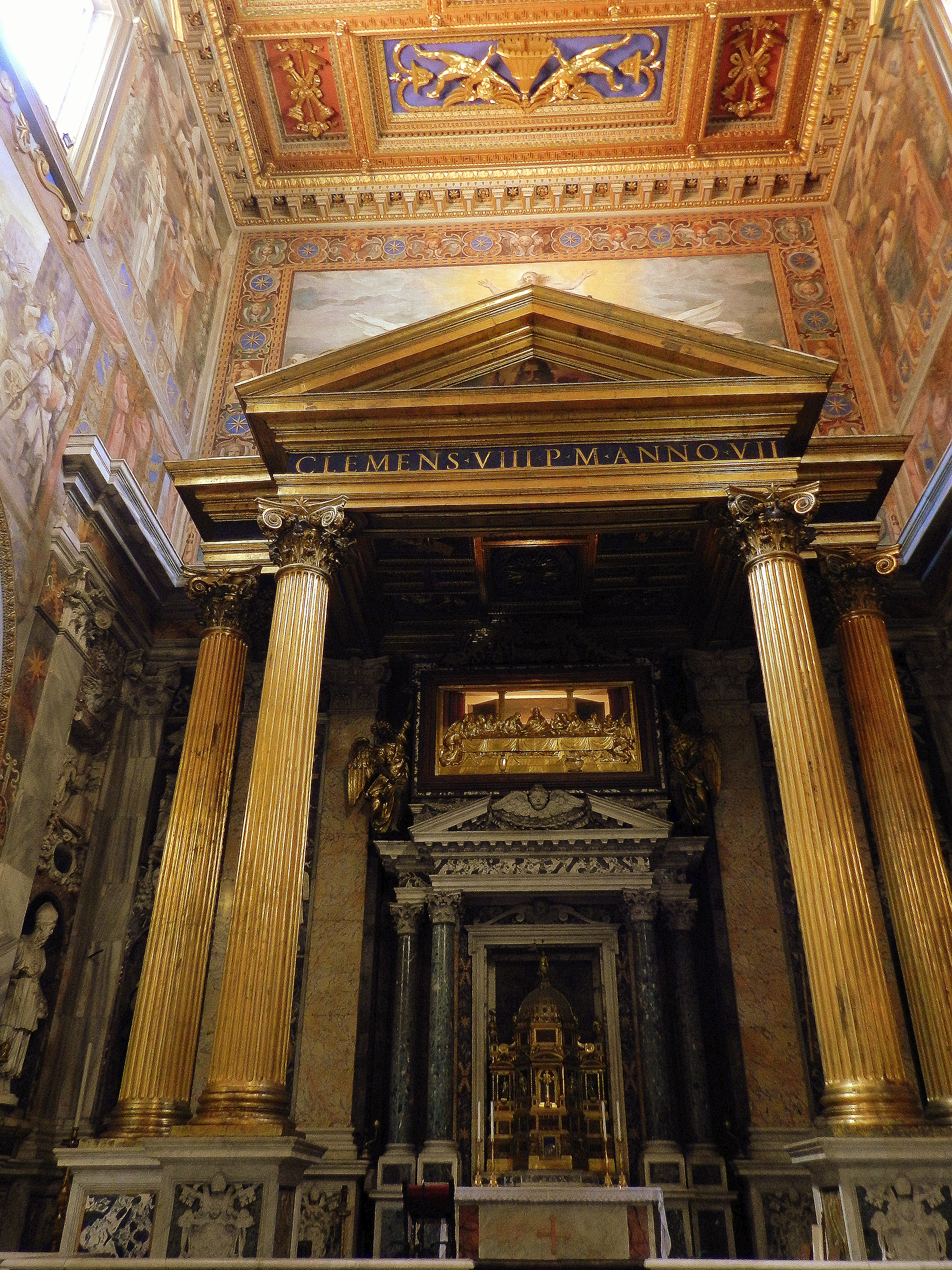
Transept sud avec le bas-relief de Curzio Vanni.

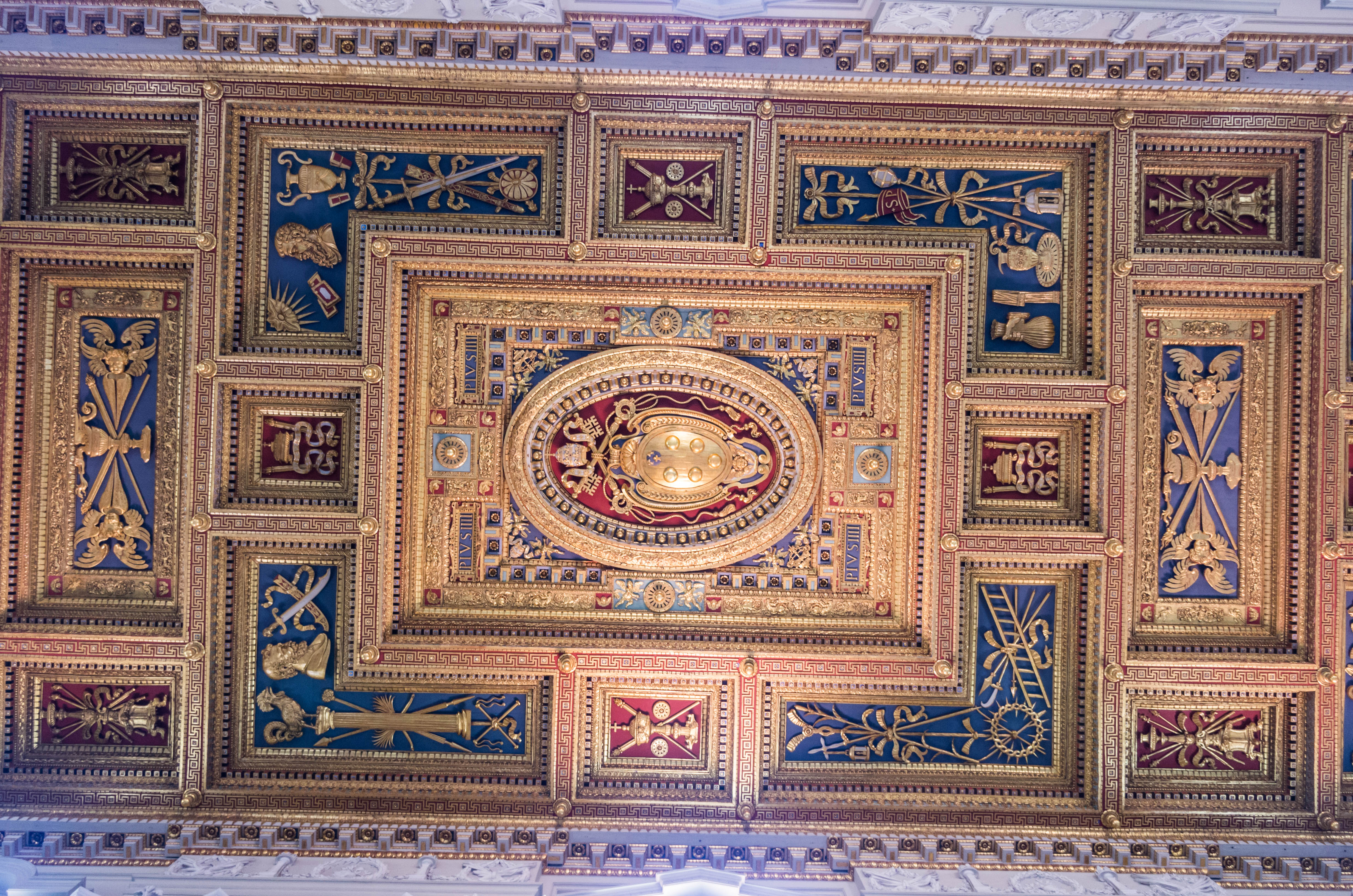
Détail du plafond.
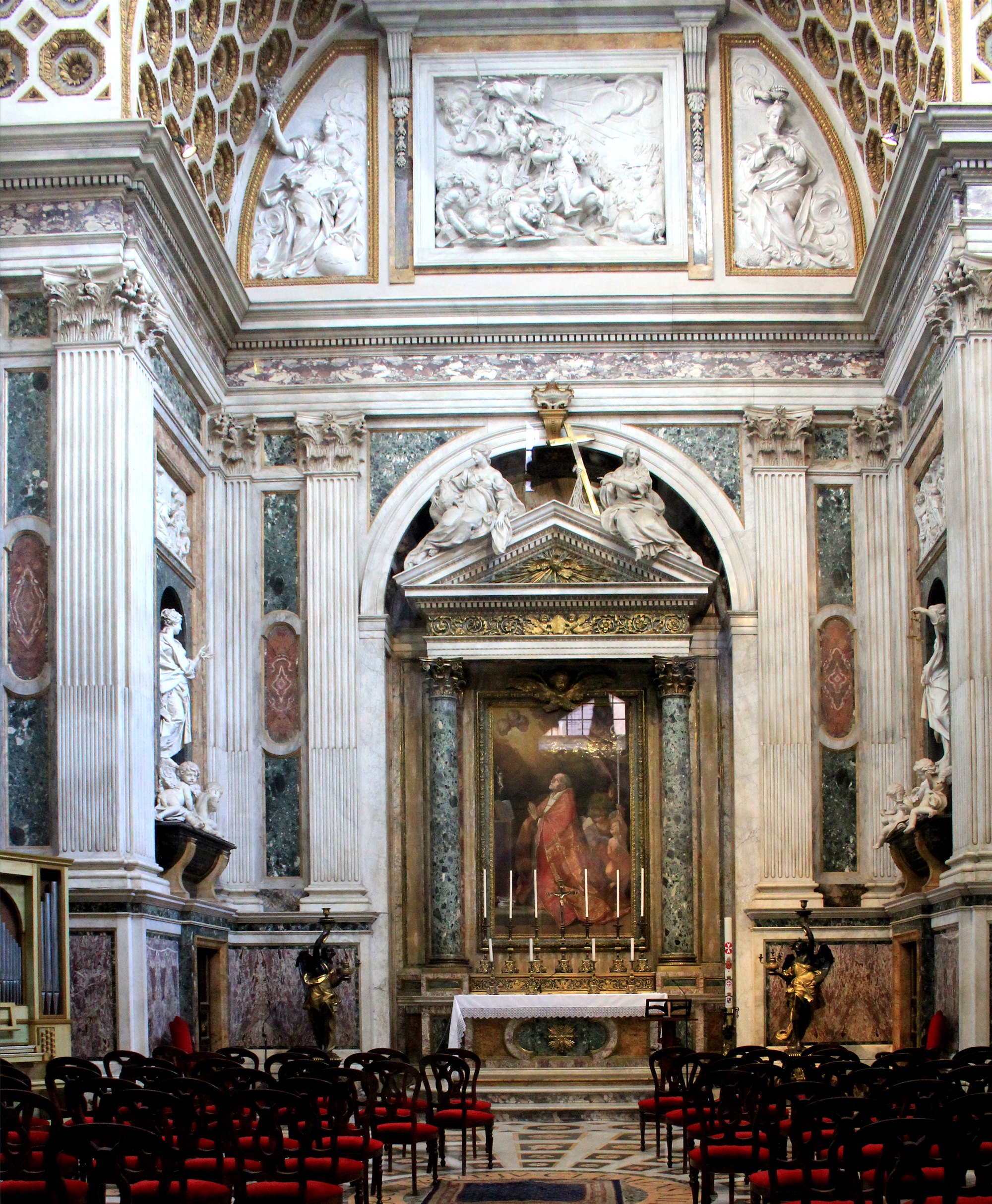
Chapelle Corsini.
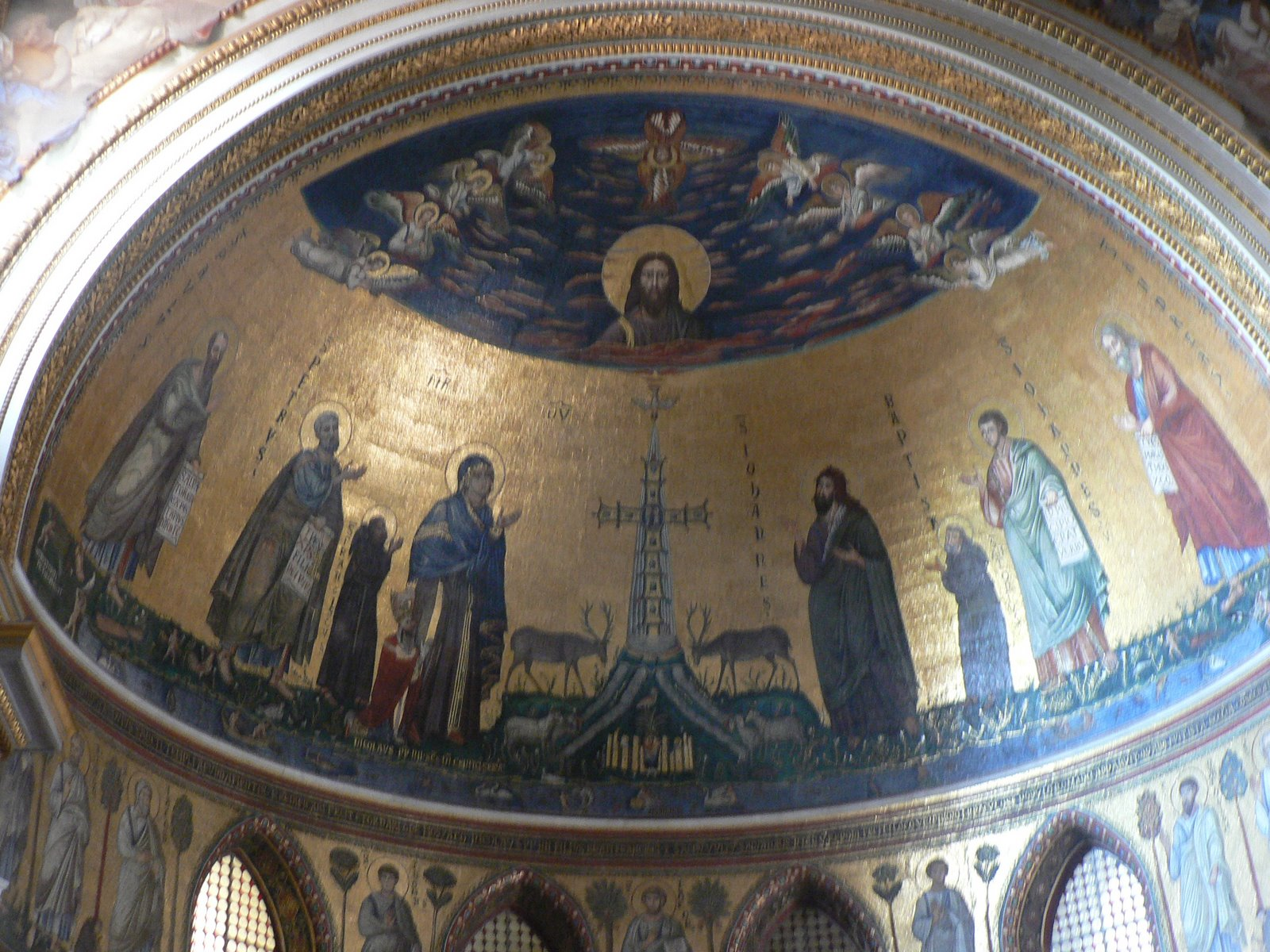
Mosaïques de l'abside.